# Revsnes (Trøndelag)
Pour les articles homonymes, voir Revsnes (homonymie).
Revsnes est une localité du comté de Trøndelag, en Norvège. Le village est situé sur le continent dans la région nord-ouest de Stokksund et la commune d’Åfjord. Le village se trouve près de l’extrémité sud du pont Stokkøy, qui est à environ 3 kilomètres au sud-est du village de Harsvika. Ce pont relie l’île de Stokkøya au continent. L’église de Stoksund est située à Revsnes.